# Wärmestrom
Der Wärmestrom oder Wärmefluss (Formelzeichen nach DIN 1304: {\displaystyle {\dot {Q}}}, {\displaystyle \Phi _{\mathrm {th} }} oder {\displaystyle \Phi }) ist eine physikalische Größe zur quantitativen Beschreibung von Wärmeübertragungsvorgängen. 

## Definition
Er beschreibt die Menge an Wärme {\displaystyle \partial Q} die in der Zeitspanne {\displaystyle \partial t} von einem Ort hoher Temperatur zu einem Ort niedriger Temperatur übertragen wird:
{\displaystyle \Phi ={\dot {Q}}={\frac {\partial Q}{\partial t}}}.
Die Schreibweise mit {\displaystyle \partial } symbolisiert, dass Wärme keine Zustandsgröße, sondern eine Prozessgröße ist.
Der Wärmestrom {\displaystyle {\dot {Q}}} ist eine bei Wärmeleitung übertragene Wärmeleistung und wird daher in Watt angegeben:
{\displaystyle \mathrm {W} ={\frac {\mathrm {J} }{\mathrm {s} }}={\frac {\mathrm {kg} \,\mathrm {m} ^{2}}{\mathrm {s} ^{3}}}}.
Er kann nicht direkt gemessen werden, sondern beruht immer auf Temperaturdifferenzmessung, zum Beispiel in Kalorimetern.
Wenn man die Temperaturdifferenz {\textstyle \Delta T} zweier Punkte innerhalb einer Wärmeleitung kennt, kann der Wärmestrom {\textstyle {\dot {Q}}} mithilfe des Wärmeleitkoeffizienten {\textstyle \lambda } berechnet werden. Man braucht dabei noch den Leitungsquerschnitt {\textstyle A} und den Abstand der zwei Punkte {\textstyle l}:
{\displaystyle {\dot {Q}}={\frac {\lambda \cdot \Delta T\cdot A}{l}}}
Die Wärmeenergie eines natürlichen Systems fließt von selbst immer vom Bereich mit der höheren Temperatur zum Bereich mit der niedrigeren Temperatur, was durch Zunahme der Entropie beschrieben wird. Soll Wärmeenergie in die umgekehrte Richtung transportiert werden, so muss zusätzlich Arbeit verrichtet werden, was die Entropie weiter zunehmen lässt, die von einem anderen System aufgenommen wird (hier: Umwelt bzw. Universum, siehe auch Wärmepumpe). Die beobachtbaren Realitäten thermodynamische Temperatur, Fließen von Wärmeenergie wie von selbst und Aufspaltung der Wärmeenergie in einen exergonischen und anergonischen Teil werden im Zweiten Hauptsatz der Thermodynamik beschrieben.